# 走进你的记忆
《走进你的记忆》（英語：Walk Into Your Memory），2019年中国偶像剧。由赵志伟、宋妍霏領銜主演的都市青春愛情勵志網絡劇，腾讯视频于2019年8月21日首播。台灣由WeTV台灣站獨家播出。
該劇講述廚師助理安寧幫助失去一年記憶的老闆龍皓謙找回記憶、解開心結，並在這個過程中相識、相知、相助、相愛的故事。

## 播出时间
| 频道     | 所在地                                | 播出日期      | 播出时间          | 备注 |
| -------- | ------------------------------------- | ------------- | ----------------- | ---- |
| 腾讯视频 | 中国                                  | 2019年8月21日 | 每週三－週四20:00 |      |
| Wetv     | 臺灣 泰國 越南 菲律賓 印度 印度尼西亞 | 2019年8月21日 | 每週三－週四20:00 |      |

## 演员列表

### 主要演员
| 演員   | 角色   | 介紹 |
| 赵志伟 | 龙皓谦 | 龙騰集團總裁，商業精英，絕頂聰明，因為一次意外的事故，他失去了一年的記憶，並且腦海中總會浮現一個少女被人欺負的場景，卻一直看不清少女和罪犯的樣子，從此，他不近女色，身邊的助理都是男的，害怕觸碰女性，直到遇見了安寧，他的生活才開始恢復正常，並且慢慢明白了什麼是愛，最後和安寧走到一起。 |
| 宋妍霏 | 安宁   | 從小患有眼疾導致失明，姐姐死後，她獲得了姐姐的眼角膜，從此眼睛看得見了，而且還擁有了能夠看見別人記憶的本領，同時也是因為這個特殊的本領，一直沒有談過戀愛而成為了恨嫁女，一直堅信有個王子在等她，遇見了龙皓谦後，她展開了一段新奇之旅。                                                     |

### 其他演员
| 演員   | 角色   | 介紹 |
| 钟祺   | 夏天   | 三流女演員，安寧的閨蜜好友，父親是個賭棍，母親愛財如命，所以一直以來，她很辛苦的賺錢，不相信愛情，缺乏安全感，之後被易明君感化，最後走到而來一起。                                                           |
| 汪卓成 | 易明君 | 富二代，父母離婚，花花公子，不喜歡做生意，但是喜愛美食，和龍皓謙是發小好友，看似玩世不恭，實際上對愛情很專一，隱藏了自己的身份來到龍騰酒店跟主廚宮辰學習廚藝，對夏天一見鍾情，經歷種種，最後和夏天修成正果。 |
| 吴恙   | 马梦露 | 龍騰酒店中餐廳經理，與宮辰在一起。 |
| 魏巍   | 宫辰   | 龍騰酒店主廚，與馬夢露在一起。 |
| 张兆辉 | 龍父   | |